# Ross Béthio
 (avril 2022).
Ross Béthio est une commune du nord du Sénégal, située à une cinquantaine de kilomètres de Saint-Louis. Elle fait partie du département de Dagana et la région de Saint-Louis.

## Histoire
L'histoire du village de Ross Béthio est intimement liée à l'histoire du royaume du Waalo d'une part, et d'autre part, à l'histoire de la mise en valeur agricole du Delta du fleuve Sénégal. En effet, selon les témoignages recueillis et les documents consultés, le terroir actuel de Ross Béthio faisait partie d'une importante province du royaume du Waalo. Il occupait une position stratégique puis qu’étant frontalier avec le royaume guerrier du Cayor, le comptoir français de Saint-Louis et le territoire des tribus mauritaniennes du Trarza.
Dans ce contexte, la création du village de Ross Béthio, n'a été effective que grâce à une succession d'événements qui se sont produits. Le Beetyo Malixuri Diop en fut le principal auteur . Ce dernier, qui était le frère de la linguère Aram Bakar, la reine mère, va soutenir son neveu, le prince Yerim Mbanyk Aram Bakar Mbodj, dans sa tentative, en 1673, de détrôner le Brak, Bër Thiacka. Après un échec initial qui conduisit à l'exil de l'oncle et du neveu, ils parviennent à vaincre Bër Thiacka à Njurbel, aujourd'hui Rosso.
Avec l'avènement du prince Yerrim Mbanyk, le Beetyo Malixuri Diop, qui devint un des hommes les plus importants du royaume. Mais, ce "mariage d'amour et de raison" entre l'oncle et le neveu ne va pas durer longtemps. Malixuri va se soulever contre son neveu, entraînant un long conflit qui causera la fin du règne de Yérim Mbanyick. Malixuri Diop sera cependant finalement vaincu. Son successeur, le Beetyo Sakura, vint s'établir près du village de Ross. Le rapprochement de cette localité de Ross avec la demeure du Beetyo Sakura, finit par donner le nom de Ross Béthio qui fut créé vers 1820 et englobe les deux bourgades.

## Programme
Ce Programme baptisé PER ( Programme pour l’Emergence de Ross-Béthio)  est porté par une équipe dévouée ,  déterminée et compétente  guidée par le souci de jeter les bases d’une  citoyenneté active et participative  comme réponse dynamique  pour sortir  de la léthargie,  de l’inaction  et du pilotage à vue qui prévalent maintenant dans notre commune.
Une équipe qui est capable d’impulser des solutions endogènes pour le bien être de la commune. Avec votre suffrage, nous allons bâtir ensemble : une commune de Ross-Béthio  viable. Pour ce faire, la VISION pour le développement socio-économique de Ross-Béthio  est structurée autour des leviers suivants:
- Gouvernance locale
- Foncier
- Assainissement
- Santé
- Sécurité
- Cadre de vie, Environnement et Hygiène publique
- Élevage
- Agriculture
- Urbanisme et Habitat
- Education
- Economie
- Commerce
- Industrie
- Transports
- Infrastructures
- Jeunesse
- Employabilité
- Sports
- Culture
- Loisirs
- Promotion de la femme
- Marketing territorial
- Développement Economique Local
- Formation Apprentissage
- Artisanat
- Accompagnement des Ainées (Gérontologie sociale)
- Inclusion sociale Action sociale
- Promotion  des personnes vivants avec un handicap
- Petite Enfance

## Géographie
Les localités les plus proches sont Nditi, Tilene, Diaouar, Ouassoul, Sadiale .

### Densité géographique
Ross-Béthio se trouve dans une zone rurale de la basse vallée du fleuve Sénégal.

### Population
Lors du dernier recensement, Ross Béthio comptait 5 816 personnes et 676 ménages.

### Activités économiques
La principale activité économique est la riziculture et il y a plusieurs usines de décorticage de riz, une unité de fabrication de charbon à partir de la coque de riz à Ross Béthio. Des entreprises prestataires de services traitement, façon culturale et récolte mécanisée du riz  Par ailleurs la culture maraîchère occupe une place importante.
Aussi est implanté à Ross Béthio Dynamic Agro Industrie spécialiste dans le matériel agricole, les batteuses à riz de 
capacité 1 500 à 1 800 kg/h. la décortiqueuse à riz gm et l'usine 15 t par jour.
Ross Béthio est une zone d'avenir qui peut fournir au Sénégal une grande partie de sa consommation de riz si le Chef de l'État donne un peu de moyen à son édile qui est un vaillant bâtisseur.
Le peuplement de la localité, même s'il remonte au Waalo traditionnel, a connu son essor au lendemain de la mise en valeur des terres du Delta. En effet, le terroir enregistra l'arrivée de plusieurs vagues migratoires, qui vont s'y succéder à la faveur du développement de l'activité agricole, principalement de la riziculture, et ainsi conférer au village une nouvelle configuration.
Superficie : elle est estimée à 122 km² avec une densité de 75 hab./km²,
Population : elle est de 9 250 habitants (source enquêtes ménage PIC ARD/SL-2011)
Nombre de localité : Créée en 2008 par le décret n°2008-748 du 10 juillet 2008, la commune de Ross-Béthio est située sur la Route Nationale 2 (RN2) à 50 km de l’Est de la commune de Saint-Louis, dans le département de Dagana. Elle a pour quartier : Ross-bethio centre, Santhiaba 2, Santhiaba 1, Ndiorno, Thieudeme.
Les villages de Raïnabé 1, OdabéNdity, OdabéNawar2, Ouroulbé Bégaye et Ndioross sont aussi inclus dans le périmètre communal et sont devenus, par conséquent, des quartiers de la commune.
Ethnies :Les principales ethnies qu’on y rencontre sont les Wolofs (45 %), les Peuls (40 %), les Maures (10 %), les Sérères (1 %) et autres (3 %).
Point limitrophe :Ses limites sont ainsi définies dans le décret :
Au Nord par le village de Odabé Nawar 2
Au Sud par le village de Odabé Ndity
À l’Est par le village de Raïnabé 1
À l’Ouest par le village de Thilène
Végétation :
L’évolution géo-morphologique de la commune de Ross-Béthio laisse  apparaître  deux  zones distinctes  en  fonction  de  leur emplacement  par  rapport  au Goromp Lampsar(affluent  du fleuve  Sénégal) :  la  zone  Walo et  la  zone  Diéri. Le  Walo,  plus proche  du  Goromp Lampsar, est  constitué  pour  sa  plus  grande  partie  de zones  inondables  et  agricoles  et  le  Diéri,  plus éloigné du Goromp Lampsar est voué à l’élevage et à l’agriculture sous pluies.
Walo_Walo

## La culture et les patrimoines
La culture et les patrimoines
Le patrimoine culturel de la commune reste marqué par son aspect religieux avec deux (2) grands Gamous annuels : le Gamou Ross Béthio organisé par l’Association des Dahiras tidjianes de Ross Béthio et le Gamou Ndiorno Mame Malick Sall.
Les Gamous constituent des moments de retrouvailles familiales. Ils contribuent à améliorer le commerce local parce qu’ils vont de pair avec des activités économiques.
On peut souligner quelques atouts que recèle la commune en ce qui concerne le patrimoine culturel à savoir : la présence de sites culturels, la présence de ressources humaines, la richesse de la culture du fait que Ross-Béthio est une ville multiethnique ou se côtoient les wolofs, les peuls, les maures, etc.
La commune regorge un potentiel culturel non encore exploité dont :
Évènement historique de la prise de feu du quartier de Ndiorno qui a contribué au peuplement de Ross-Béthio ;
Le site « Kassomak gnou ndiekgne » (la prison des anciens) se trouvant derrière le quartier de Ndiorno qui servait, à l’époque coloniale, de refuge pour les esclavages